# Kentarō Kawasaki
Kentarō Kawasaki (japanisch 川崎 健太郎 Kawasaki Kentarō; * 18. Dezember 1982 in der Präfektur Osaka) ist ein ehemaliger japanischer Fußballspieler.

## Karriere
Kawasaki erlernte das Fußballspielen in der Jugendmannschaft von Cerezo Osaka. Seinen ersten Vertrag unterschrieb er 2001 bei den Cerezo Osaka. Der Verein spielte in der höchsten Liga des Landes, der J1 League. Am Ende der Saison 2001 stieg der Verein in die J2 League ab. Im September 2002 wechselte er zum Drittligisten Sagawa Express Osaka. 2003 wechselte er zum Zweitligisten Montedio Yamagata. Für den Verein absolvierte er 38 Ligaspiele. 2006 wechselte er zum Ligakonkurrenten Consadole Sapporo. 2007 wurde er mit dem Verein Meister der J2 League. Für den Verein absolvierte er sechs Ligaspiele. 2008 wechselte er zum Drittligisten Kataller Toyama. Am Ende der Saison 2008 stieg der Verein in die J2 League auf. Für den Verein absolvierte er 65 Ligaspiele. Ende 2010 beendete er seine Karriere als Fußballspieler.

## Erfolge
Cerezo Osaka
- Kaiserpokal

Finalist: 2001